# Petäjäjärvi (sjö i Lappland, lat 67,40, long 24,50)
Petäjäjärvi är en sjö i Finland. Den ligger i kommunen Kittilä i landskapet Lappland, i den norra delen av landet, 800 km norr om huvudstaden Helsingfors. Petäjäjärvi ligger 207,6 meter över havet. Arean är 21,1 hektar och strandlinjen är 2,4 kilometer lång. Sjön  ingår i Torne älvs huvudavrinningsområde. 